# William Thiego de Jesus
William Thiego de Jesus (født 22. juli 1986, død 28. november 2016) var en brasiliansk fodboldspiller.